# Phrudocentra vagilinea
Phrudocentra vagilinea är en fjärilsart som beskrevs av W. Warren 1906. Phrudocentra vagilinea ingår i släktet Phrudocentra och familjen mätare. Inga underarter finns listade i Catalogue of Life.